# 아이거 빙하

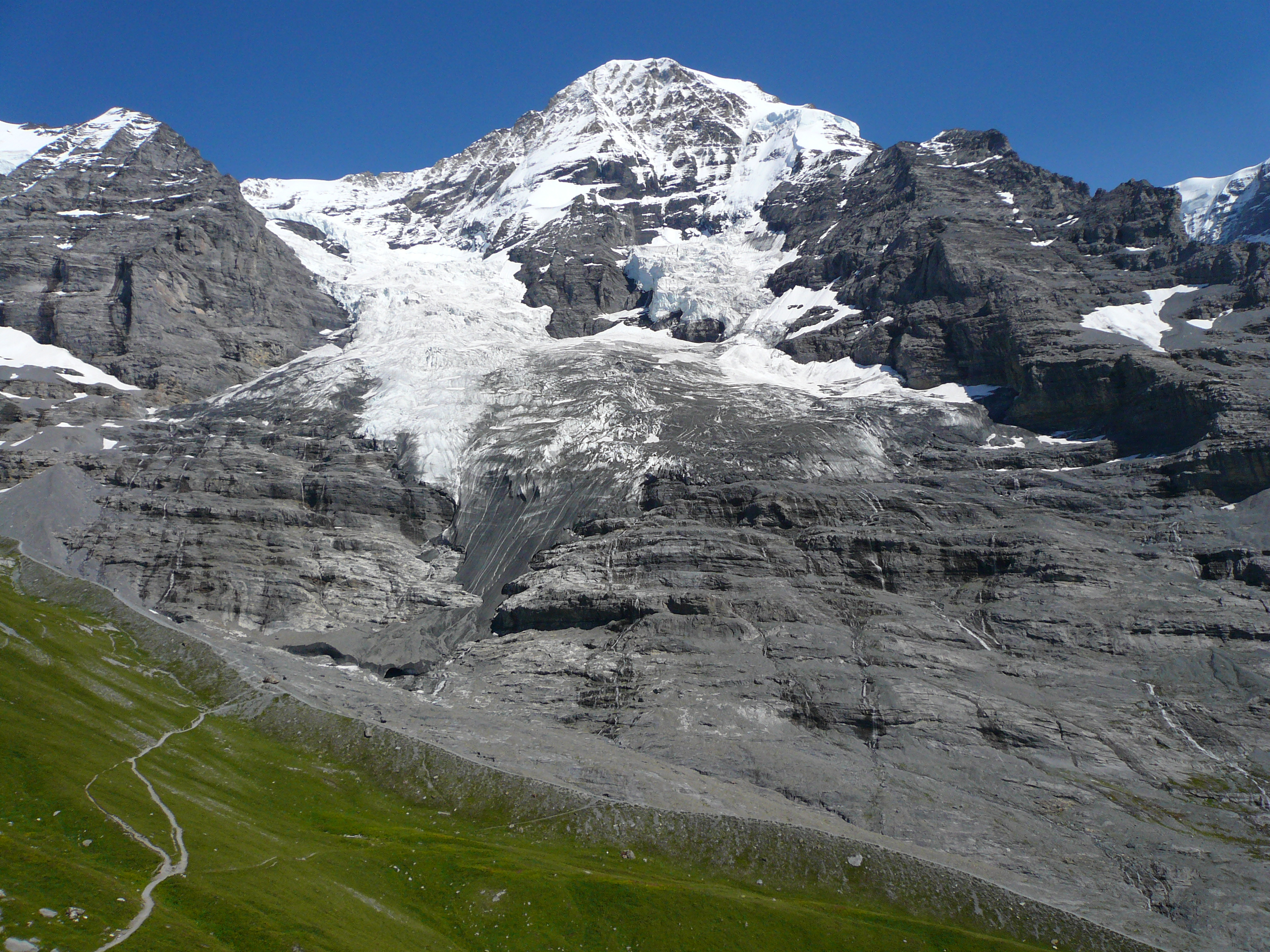
아이거와 멘히 사이의 아이거 빙벽

아이거 빙하 또는 아이거글레처(Eigergletscher)는 스위스 베른주 베르너 오베런트 지방의 빙하이다. 융프라우 지방의 유명한 봉우리로 알려진 아이거(3970m)에서 출발해 아이거 서벽의 기슭, 멘히와의 사이를 흐른다. 빙하의 전체 길이는 2.6km이다. 세계유산에 등록되어 있는 '스위스 알프스 융프라우 알레치'의 지역 내에 위치하고 있다.

## 개요
아이거글레처는 클라이네 샤이덱과 융프라우요흐를 연결하는 융프라우 기차역, 아이거글레처에 있는 레스토랑 테라스에서 빙하를 내려다볼 수 있다. 클라이네 샤이덱에서 올라오는 등산 철도는 아이거 글레처역에서 정차한 후 융프라우요흐를 목적지로 운행하며, 아이거글레처와 융프라우요흐 사이는 터널 구간이 된다.
아이거글레처역은 각 방면으로 떠나는 하이킹의 출발지로 아이거 북벽 바로 아래를 걸으면서 알피그렌을 목표로 나아가는 ‘아이거 트레일’이나 클라이네 샤이덱을 목표로 나아가는 ‘아이거 워크’가 특히 인기를 얻고 있다.

## 같이 보기
- 아이거
- 아이거산
- 아이거 빙벽